# 朱乾亨
朱乾亨（1513年—？），字子貞，武驤左衛軍籍直隸徐州人，明朝政治人物。

## 生平
順天府鄉試第二十六名舉人。嘉靖二十年（1541年）中式辛丑科會試第三十七名，登第二甲第七十八名進士。

## 家族
曾祖朱鑑；祖父朱明；父朱華。前母宋氏；母劉氏。永感下。